# Средна
Срѐдна (изписване до 1945 година: Срѣдна) е закрито село в Югозападна България, в община Гоце Делчев, област Благоевград.

## История
Над Боржоза и Средна в планината има непостоянни конярски селища. В 1891 година Георги Стрезов пише:
| „ | Коняри, няколко села на З от Неврокоп до най-южните склонове на Пирин. Не са населени от постоянни жители, от качауни и коняри, които дохаждат със стадата си само лете. Коняри дохаждат най-много от Зъхненско и Драмско по Папа чаир и Дахъкьой. Власите захващат Беглика. | “ |

Според статистиката на Васил Кънчов („Македония. Етнография и статистика“) в края на XIX век в Срѣдна Чифликъ (Срядна) живеят 150 души, всички българи християни.
Селата Средна и Драгостин (Боржоза) са закрити с Решение № 136 на Министерския съвет от 29 февруари 2008 година. Причината е, че от дълги години те са обезлюдени и в тях не живее нито един жител. Освен това е прекъснато подаването на електроенергия, както и телефонните линии. Но въпреки това много от бившите жители на селото си правят екскурзии и много събори на разни празници като Петковден, който се чества на 14 октомври.
Бившите жители на тези села живеят в новия квартал „Средна“ на град Гоце Делчев. Още през 1997 година Общинският съвет на община Гоце Делчев взема решение да се закрият селата Средна и Драгостин, но въпреки това те все още фигурират в националната база данни. В тази връзка ръководството на община Гоце Делчев е получило 2 писма, в които се настоява за официалното закриване на 2-те села. След гласуване в Общинския съвет на 29 март 2007 година и решението на Министерския съвет това става факт. Землищата на двете населени места са присъединени към землището на град Гоце Делчев.
Църквата в селото е посветена на света Неделя и е възстановена. В землището на селото се намира също параклисът „Свети Николай Чудотворец“.